# Mohamed M'hammedi Alaoui
Pour les articles homonymes, voir Alaoui.
 (novembre 2012).
Si vous disposez d'ouvrages ou d'articles de référence ou si vous connaissez des sites web de qualité traitant du thème abordé ici, merci de compléter l'article en donnant les références utiles à sa vérifiabilité et en les liant à la section « Notes et références ».
Mohamed M'hammedi Alaoui est un homme politique et avocat marocain au barreau de Casablanca. Il a été ministre du Tourisme dans le gouvernement Filali II de janvier 1995 à août 1997. 
Il est membre du bureau politique de l'Union constitutionnelle (UC), dont il est l'un des fondateurs[réf. nécessaire].
Il a également été député de la circonscription de la médina de Casablanca.  Il a perdu son siège de député lors des législatives de 2007.[réf. nécessaire]